# Galatasaray Istanbul (Frauenbasketball)

Vereinslogo

Die Frauenbasketballmannschaft von Galatasaray Istanbul spielt in der Türkischen Frauen-Basketball-Liga (1. Liga, offiziell Bilyoner.com Türkiye Kadınlar Basketbol Süper Ligi). Die Heimspiele werden in der Abdi İpekçi Arena ausgetragen, die ein Fassungsvermögen von 12.500 Zuschauern besitzt.

## Geschichte
1954 wurde die Frauen-Basketballabteilung des Vereins gegründet. Sie zählt zu den tragenden Kräften im türkischen und europäischen Frauenbasketball. Seit der Saison 1968/87 spielt Galatasaray, dessen Basketballvereine die Spitznamen Yenilmez Armada („unbesiegbare Armada“) und Sarayın Sultanları („Palastsultane“, Wortspiel mit dem Namensbestandteil saray, „Serail“ oder „Palast“) tragen, in der ersten Liga. In der darauffolgenden Saison erreichte man den Meistertitel. Seit dem Jahr 1989 errangen sie neun Meistertitel hintereinander und blieben sieben Saisons am Stück ungeschlagen, ein bis heute ungeschlagener Rekord. Außerdem wurde von 1992 bis 1998 sowohl der Pokal, als auch der Präsidentenpokal gewonnen. In Europa machte Gala in der Saison 1998/99 mit dem dritten Platz im Final Four der EuroLeague Women auf sich aufmerksam, ein bis dahin unerreichter europäischer Erfolg einer türkischen Mannschaft. Aus dieser Zeit stammen die bisher bekanntesten und erfolgreichsten Basketballerinnen der Türkei, zum Beispiel Derya Taşçı Özyer oder Çelen Kılınç Memnun.
Trotz all dieser Erfolge stieg der Verein 2005 ab. In der zweiten Liga waren die Damen jedoch erfolgreich und stiegen unbesiegt wieder auf. 2008 stand die Mannschaft im Halbfinale des Eurocup Women und ein Jahr später konnte sie den Titel an den Bosporus holen. In derselben Saison begann ein fünfjähriger Siegeszug im türkischen Pokal und der Präsidentenpokal wurde zweimal gewonnen.
Die Saison 2013/14, in der man als Galatasaray Odeabank antrat, gilt als die erfolgreichste in der Geschichte der Basketballfrauen von Galatasaray. Gala konnte das Triple (Liga, Pokal und Euroleague Women) gewinnen. Alle Finalsiege errangen die Damen gegen den Erzrivalen Fenerbahce. Dieser Erfolg ist bis heute ein Alleinstellungsmerkmal des Vereins in der Türkei. Die Spielzeit danach konnte Galatasaray die Meisterschaft verteidigen und sich somit zum 13. Mal als beste türkische Frauenbasketballmannschaft bezeichnen.

## Aktueller Kader
| Nummer | Spielerin          | Nation   | Position | Vertragsbeginn | Vorheriges Team           |
| ------ | ------------------ | -------- | -------- | -------------- | ------------------------- |
| 1      | Eda Şahin          | Türkei   | Guard    | 2016           | Eigene Jugend             |
| 2      | Deniz Çolakoğlu    | Türkei   | Forward  | 2016           | Samsun Canik Belediyespor |
| 3      | Yağmur Kübra Taşar | Türkei   | Guard    | 2016           | Eigene Jugend             |
| 4      | Pınar Demirok      | Türkei   | Guard    | 2016           | Bellona AGÜ               |
| 5      | Meltem Yıldızhan   | Türkei   | Forward  | 2016           | Eigene Jugend             |
| 7      | Astou Traore       | Senegal  | Forward  | 2016           | Belfius Namur Capitel     |
| 8      | İrem Naz Topuz     | Türkei   | Guard    | 2016           | Eigene Jugend             |
| 9      | Cansu Köksal       | Türkei   | Forward  | 2015           | Fenerbahce                |
| 10     | Işıl Alben         | Türkei   | Guard    | 2015           | Dynamo Kursk              |
| 12     | Yvonne Anderson    | USA      | Guard    | 2016           | Torino                    |
| 13     | Maryia Papova      | Belarus  | Forward  | 2016           | Enisey                    |
| 15     | İnci Güçlü         | Türkei   | Center   | 2014           | Eigene Jugend             |
| 22     | Seda Deniz         | Türkei   | Guard    | 2014           | Eigene Jugend             |
| 28     | Kristine Vitola    | Lettland | Center   | 2016           | Perfumerias Avenida       |
| 32     | Moriah Jefferson   | USA      | Guard    | 2016           | Connecticut Huskies       |
| -      | Sofia Da Silva     | Portugal | Center   | 2017           | Girona                    |
| -      | Ashley Paris       | USA      | Center   | 2017           | Maccabi Ashdod            |

## Management, Trainer- und Betreuerstab
| Funktion                               | Name               |
| -------------------------------------- | ------------------ |
| Branchenmanager (Basketball allgemein) | Ömer Yalçınkaya    |
| Branchenmanagerin (Frauenbasketball)   | Müge Erdem         |
| Teammanagerin                          | Özge Alev          |
| Cheftrainerin                          | Marina Maljkovic   |
| Co-Trainer                             | Milos Paden        |
| Co-Trainer                             | Efe Güven          |
| Co-Trainerin                           | Nevriye Yılmaz     |
| Konditionstrainer                      | Semih Eroğlu       |
| Physiotherapeutin                      | Simge Çaştak       |
| Masseurin                              | Zerrin Hatacıkoğlu |
| Medienmanager (Basketballabteilung)    | Barış Coşkun       |
| Zeugwart                               | Alaaddin Akkoyun   |
| Busfahrer                              | Özcan Kör          |

## Rekorde
- Erste und einzige türkische Mannschaft mit dem Gewinn des Triples
- Einzige türkische Mannschaft, die sowohl die Euroleague, als auch den Eurocup gewinnen konnte
- Neun Meisterschaften in Folge
- Sieben Saisons ohne Niederlage (und Meisterschaftsgewinn)
- Rekordsieg in der türkischen Liga (144:35 gegen Gemlik Zeytinspor)

## Titel
- Türkische Liga: 1987–1988, 1989–1998, 1999–2000, 2013–2015
- Türkischer Pokal: 1992–1998, 2009–2014
- Präsidenten-Pokal: 1992–1998, 2007–2008, 2010–2011
- 2. Liga: 1986–1987, 2005–2006
- Euroleague Women: 2013–2014
- Eurocup Women: 2008–2009[1],2017–2018